# محمد خالد مسعود
محمد خالد مسعود (ولد في 15 نيسان 1939 م) هو المدير العام لمعهد البحوث الإسلامية، في الجامعة الإسلامية العالمية في إسلام آباد في باكستان. وقد عين رئيس باكستان السيد مسعود عضوًا مؤقتًا في محكمة الاستئناف الشرعية التابعة للمحكمة العليا في 18 أكتوبر/تشرين الأول 2012. وفي 1 تشرين الثاني 2012، أدى اليمين أمام رئيس قضاة باكستان [الإنجليزية] كعضو مؤقت في محكمة الاستئناف الشرعية في المحكمة العليا الباكستانية. كان سابقًا رئيسًا (2004-2010) لمجلس الفكر الإسلامي في باكستان.

## الحياة المهنية
عمل ودرّس في المؤسسات التالية:
- أستاذ: معهد البحوث الإسلامية، الجامعة الإسلامية العالمية ، إسلام آباد.
- محاضر أول: مركز الدراسات القانونية الإسلامية، جامعة أحمدو بيلو ، زاريا، نيجيريا[2]
- زميل فولبرايت: جامعة بنسلفانيا، الولايات المتحدة.
- محاضر: مدرسة الدراسات العليا للعلوم الاجتماعية، باريس، فرنسا.
- الأستاذ: كوليج دو فرانس، باريس.
- أستاذ: جامعة ليدن، هولندا[2]
- المدير الأكاديمي: المعهد الدولي لدراسة الإسلام في العالم الحديث، لايدن، هولندا.[2]
- أستاذ زائر: كلية الحقوق، الجامعة الإسلامية العالمية، كوالالمبور، ماليزيا[2]

قام بتأليف وتحرير والمشاركة في تحرير عدد من الكتب مثل:
- محسن الأعظم (1963)
- الفلسفة القانونية الإسلامية (1977)
- مفهوم إقبال للاجتهاد (1975)
- فلسفة الشاطبي في الشريعة الإسلامية (1996)
- إعادة بناء الاجتهاد عند إقبال (1995) (أكاديمية إقبال باكستان)
- التفسير القانوني الإسلامي: المفتون وفتاويهم (1996) (دار نشر جامعة أكسفورد) [5]
- سعي الفقهاء المسلمين إلى الأساس المعياري للشريعة (ليدن :ISIM)

قام بتحرير والمشاركة في تحرير:
- التفسيرات القانونية الإسلامية (هارفارد، 1996)
- مسافرون في الإيمان (بريل، 2000)
- إقامة العدل في الإسلام: القضاة وأحكامهم (بريل 2006)
- الإسلام والحداثة: القضايا والنقاشات الرئيسية (مطبعة جامعة إدنبرة: إدنبرة 2009)

ألف حوالي خمسة وتسعين مقالة بحثية وفصولًا ومقالة موسوعية نشرت في مجلات ذات سمعة دولية مرموقة؛ وضمنها فصول في كتب تم تحريرها في el أو شارك في تأليفها و/أو في الموسوعات.

## روابط خارجية
- مجلس الفكر الإسلامي، باكستان
- محمد خالد مسعود على موقع جوجل سكولار